# Хозяйка Медной горы
Хозя́йка Ме́дной горы́ (Малахитница, Азовка-девка, Рада, Каменная девка) — персонаж легенд уральских горняков, мифический образ духа-хозяйки Уральских гор, Гумёшевского рудника («Медной горы»), вымышленный писателем П. П. Бажовым. Получила известность в сборнике сказов «Малахитовая шкатулка» П. П. Бажова. Горный дух и дух-хранитель ценных минералов.
В фольклоре представлялась как прекрасная девушка в платье из «шёлкового малахита», или ящерица с короной, что нашло отражение на гербе города Полевской и клейме полевской меди.

В фольклоре иногда ассоциируется с девкой Азовкой.

## Облик

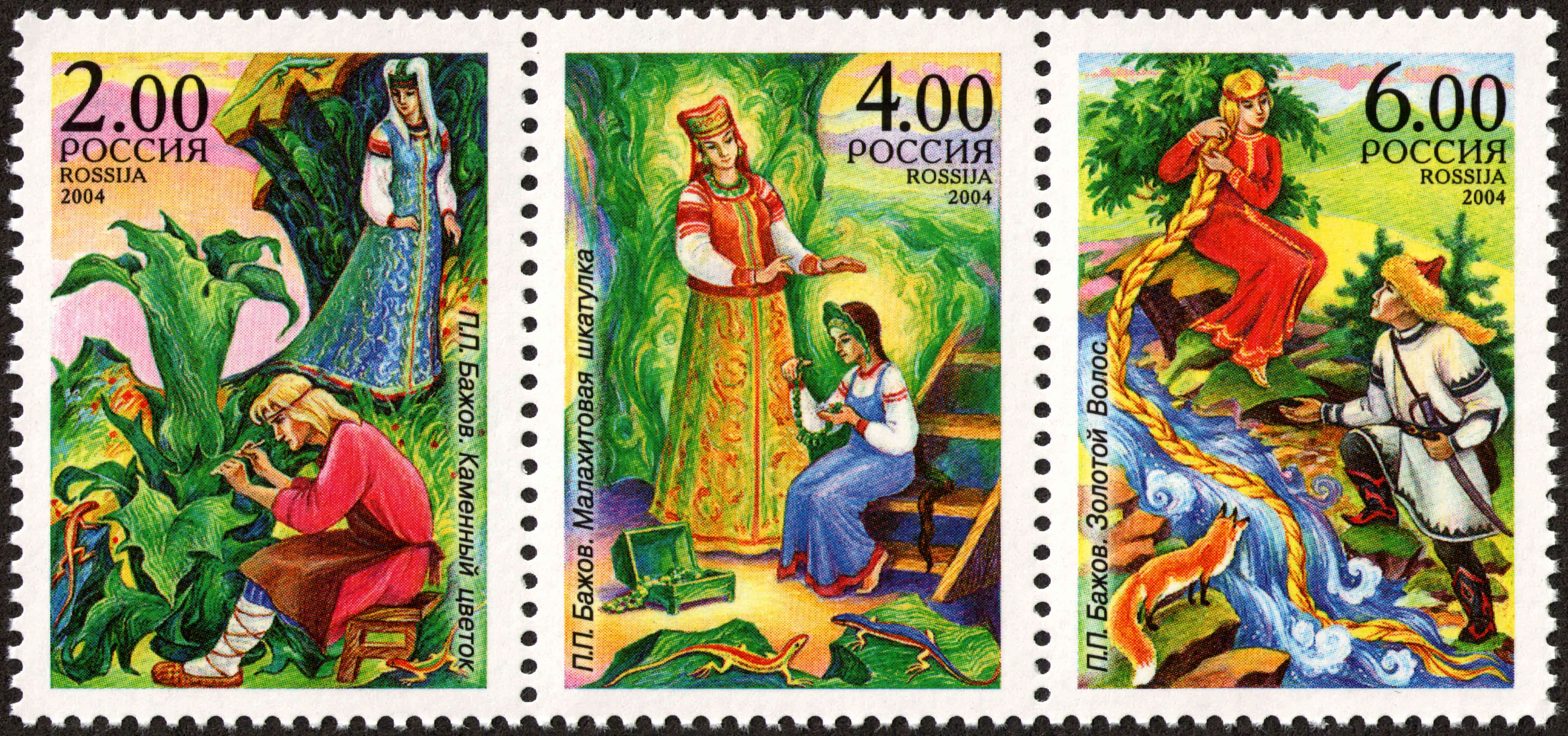
Хозяйка Медной горы на почтовых марках (две левых иллюстрации). Россия, 2004 год

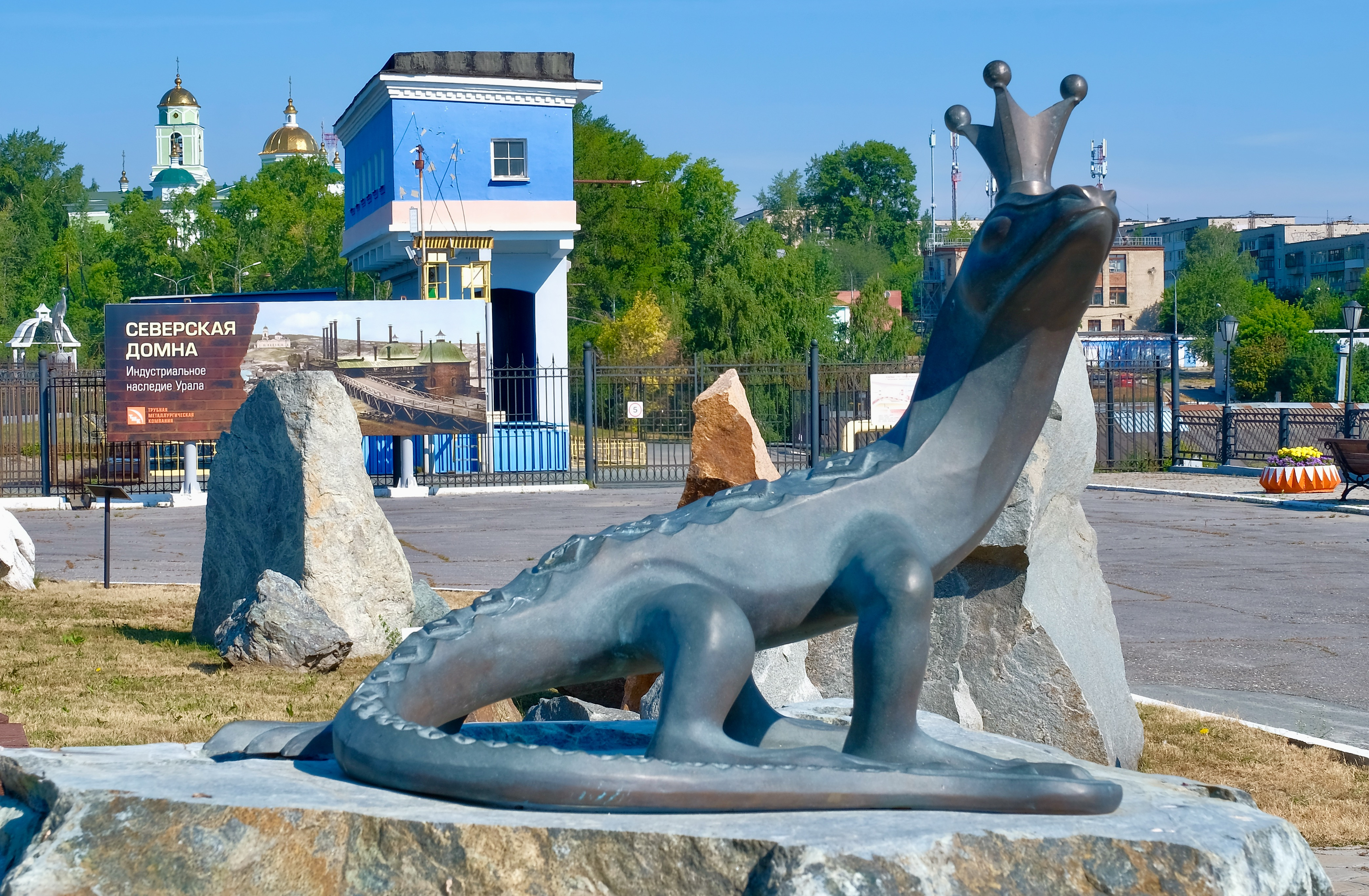
Скульптура в музейном комплексе Северская домна

Хозяйка Медной горы предстаёт в образе прекрасной зеленоглазой женщины с косой и лентами из тонкой позвякивающей меди, в платье из «шёлкового малахита», а порой — в виде ящерицы в короне.
В сказах Хозяйка дважды сама себя называет «каменной», а между тем Степан сообщает, что её «рука, слышь-ко, горячая, как есть живая».
Внешность Хозяйки представлена антропоморфной, нулевоморфной и гибридной ипостасями. Она является в обликах:
- Необычная прекрасная девушка. Бажов описывал её так:

Девка небольшого росту… Из себя ладная… Коса ссиза-черная и не как у наших девок болтается, а ровно как прилипла к спине. На конце ленты не то красные, не то зеленые. Сквозь светеют, тонко этак позванивают, будто листовая медь.
 Гельгардт замечает, что данный образ возник по ассоциации с изломом малахита или открытым выходом углекислой меди (цвет, форма). Одежда у Хозяйки из особого материала («камень, а на глаз как шёлк, хоть рукой погладить»), отливает то медью, то алмазной сыпью. «Её красота и богатство — красота драгоценных камней и металлов рудника», а также признак инфернальности.
- «Погань» с телом ящерицы и головой человека. Уже само наименование обозначает Хозяйку как «нечистое», сверхъестественное существо.«Вместо рук-ног — лапы у её зелёные стали, хвост высунулся, по хребтине до половины чёрная полоска, а голова человечья»[8].
- Невидимый дух, проявляющийся акустически. Голос Малахитницы необычайно звонок[8]. Она разговаривает на человеческом языке, однако чаще её речь неразборчива и подчёркнуто насмешлива[7].«Лопочет что-то, а по-каковски — неизвестно, и с кем говорит — не видно. Только смешком все. Весело, видно, ей»[8].

## Поведение
Хозяйка Медной горы — владелица земных богатств, хранительница тайн прекрасного и секретов высокого мастерства. Считалась покровительницей рудокопов.
Хозяйка враждебна начальству и всякого рода барским прислужникам, помогает она лишь смелым и свободолюбивым рабочим. Она самостоятельно распоряжается земными богатствами: по своему желанию может допустить или не допустить разработку, может «увести богатство» или наоборот — подарить его с помощью подвластных ей ящериц. Также в её подчинении имеется бурая кошка, которая ходит в земле под поверхностью, иногда выставляя наружу свои огненные уши.
По всей видимости, Хозяйка полюбила Степана и одарила собственной красотой его дочку Танюшку.

## Фольклорная основа персонажа
Сказы, в которых упоминалась Хозяйка Медной горы, были придуманы П. П. Бажовым в ходе создания сборника «Дореволюционный фольклор на Урале», когда составитель сборника В. П. Бирюков посетовал, что «нигде не может найти рабочего фольклора». Сказы вышли с пометкой, указывающей, что основаны они на устных преданиях, слышанных Бажовым в детстве от горняков в 1892—1895 годах. Детство Бажова проходило в городке Сысерть, где его отец трудился мастером на Сысертском металлургическом заводе. После их семья переехала на Полевской медеплавильный завод. Именно там Павел впервые услышал фольклорные предания от старого шахтёра Василия Алексеевича Хмелинина (дедушки Слышко), работавшего сторожем на дровяных складах и пересказывающего детям рассказы стариков.
«Медная гора» — неофициальное название Гумёшевского медного рудника (от стар. «гуменце» — невысокий пологий холм).

Все-таки больше всего меня обманула Медная гора. Подъезжая к Полевскому заводу, я первым делом искал глазами эту Медную гору, которую так ясно представлял. Кругом завода было много обычных для Урала, покрытых хвойным лесом гор, но Медной горы не было. […]
Когда же через несколько дней увидел Гумешки вблизи, то чуть не расплакался от обиды. Никакой горы тут вовсе не оказалось. Было поле самого унылого вида. На нём даже трава росла только редкими кустиками. На поле какие-то полуобвалившиеся загородки из жердей да остатки тяговых барабанов над обвалившимися шахтами. Возвратившись с Гумешек, с азартом стал «уличать» отца в обмане, но отец спокойно повторял свое прежнее объяснение:
— Я же говорил, что рудник это. Медную руду добывали. Значит, гора и есть. Всегда руду из горы берут. Только иная гора наружу выходит, а иная в земле.— Бажов П. П. У старого рудника : часть II // Уральские сказы
Образ относится к разряду узколокализованных. Опрошенные в ходе фольклорной экспедиции 1981 года жители Полевской области не слышали о Хозяйке, знали о ней только по сказам П. П. Бажова. В то же время есть рассказчики, знавшие о Малахитнице из устных источников. Они отмечали её принадлежность «Медной горе» в самом Полевском — как «Хозяйку» градообразующего Гумёшевского медного рудника, открытого в 1702 году. В XVIII веке Гумёшевский рудник приобрёл всемирную известность — он стал основным поставщиком зелёного поделочного камня — малахита (карбоната меди) — и являлся крупнейшим в то время месторождением медных руд на Среднем Урале, но к середине XX века был выработан.
Образ Хозяйки Медной горы уникален. Такое мнение высказывается многими фольклористами, в частности Лазаревым, Гельгардтом, Блажесом.
О происхождении персонажа «Хозяйка Медной горы» есть следующие гипотезы:
- Дух местности.
- Предания о самых разных духах гор, рудников и кладов[18][19][20][21].
- Бажов, анализируя предания, отмечает, что Хозяйку иногда ассоциировали с персонажем девка-Азовка — духом местности и призраком горы Азов, расположенной около 10 км от рудника. А иногда Азовку не ассоциируют с Хозяйкой Медной горы напрямую, а считают, что она Хозяйке подчиняется. Азовку связывают с кладом, спрятанным в пещере Азов-горы, — говорят, в нём хранится золото разбойников или «старых людей» (чудью, язычников-вогулов)[22] — и с золотым прииском, существовавшим когда-то в низовьях горы[23]. Напомним, что Хозяйка связывалась с медными рудами. Хотя их обеих иногда называли «малахитницами»[6][24].
- По мнению Ф. В. Плесовского, образ персонажа близок образу Матери-земли в мифологии коми-пермяков и коми-зырян[25].
- М. П. Никулина отмечает связь Хозяйки с миром мёртвых и царством неживой материи[25].
- В. П. Кругляшова видит источник в персонаже Рудная (Железная, Железистая) матка[25].
- Преломлённый народным сознанием образ богини Венеры. Венера являлась богиней острова Кипр, имевшего громадные месторождения меди и бывшего «медным» центром всего Средиземноморья, поэтому её символ «♀» — «зеркало Венеры» — стал алхимическим символом этого металла. В 1735 году В. Н. Татищев создал бренд Полевского медеплавильного завода с этим символом, им по 1759 год клеймилась полевская медь. На современном гербе города Полевской изображены этот символ и золотая ящерица на зелёном «каменном цветке», представляющая Хозяйку Медной горы[26][27].

На гербе Полевского хозяйка медной горы представлена золотой ящерицей на зелёном «каменном цветке»
Царица-ящерица на старом гербе города Свердловск (Екатеринбург) (1973)
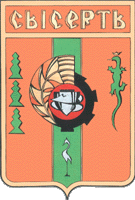
Царица-ящерица на старом гербе города Сысерть (1982)
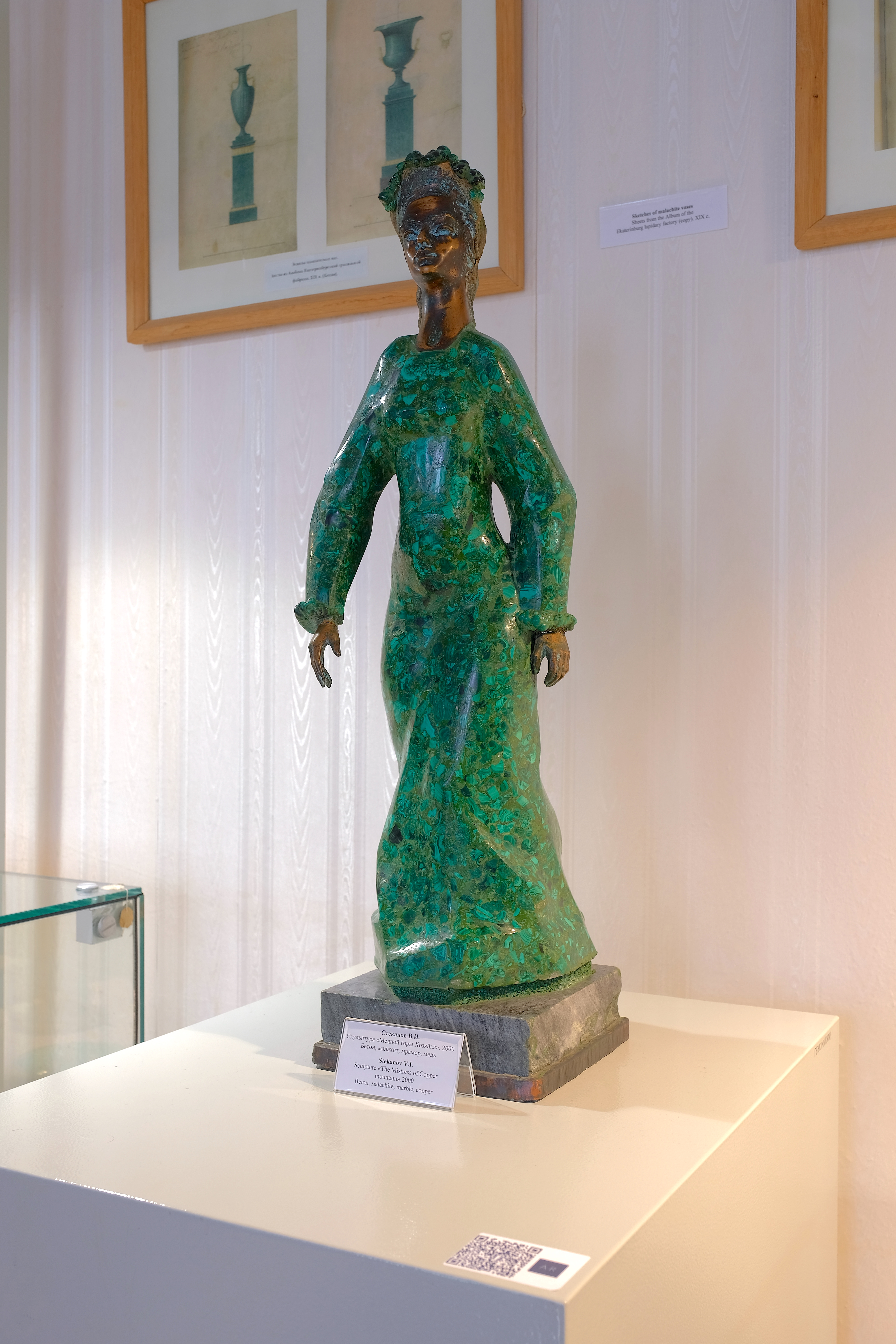
Скульптурное воплощение в малахите
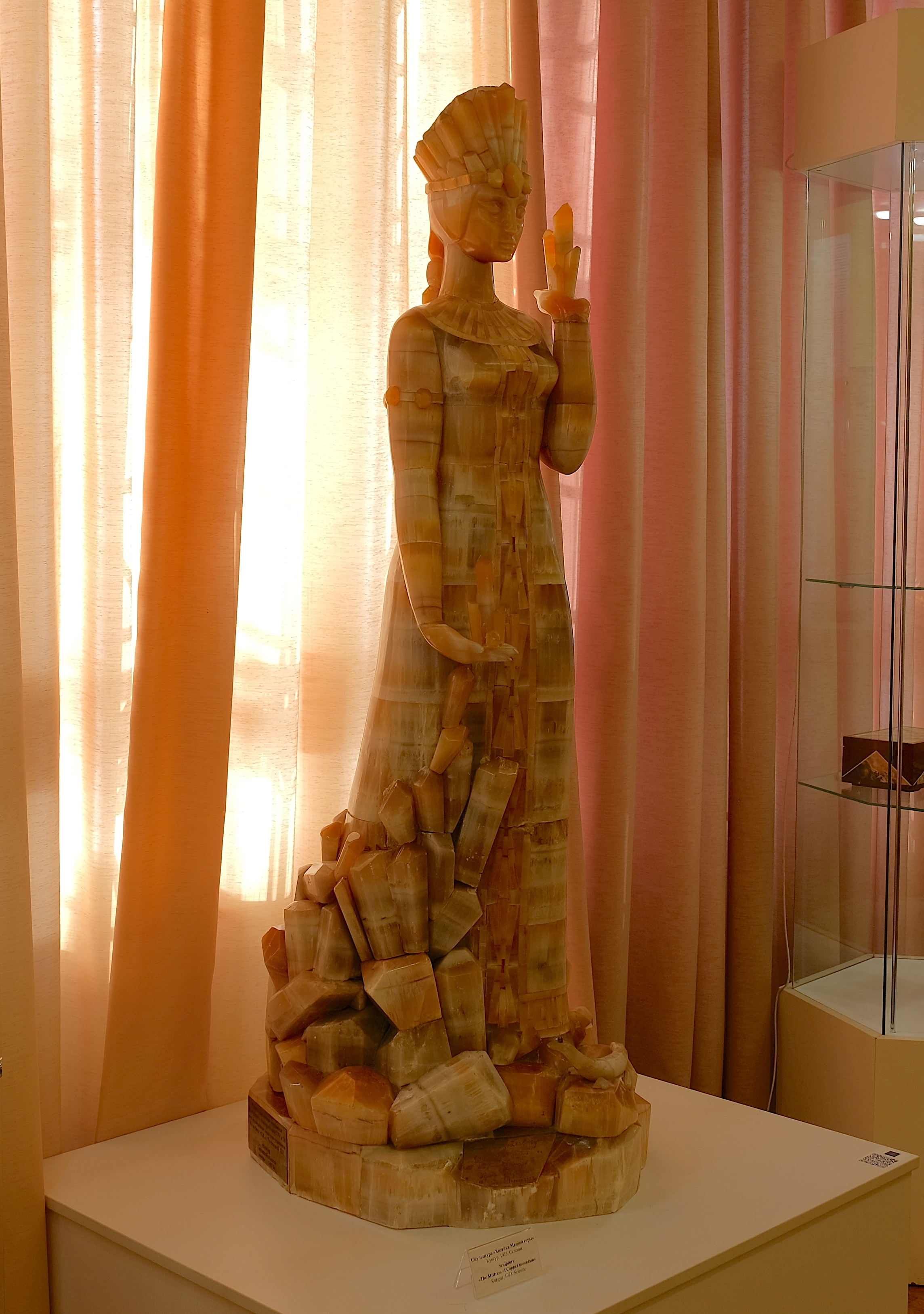
Скульптурное воплощение в селените в экспозиции Музея истории камнерезного искусства
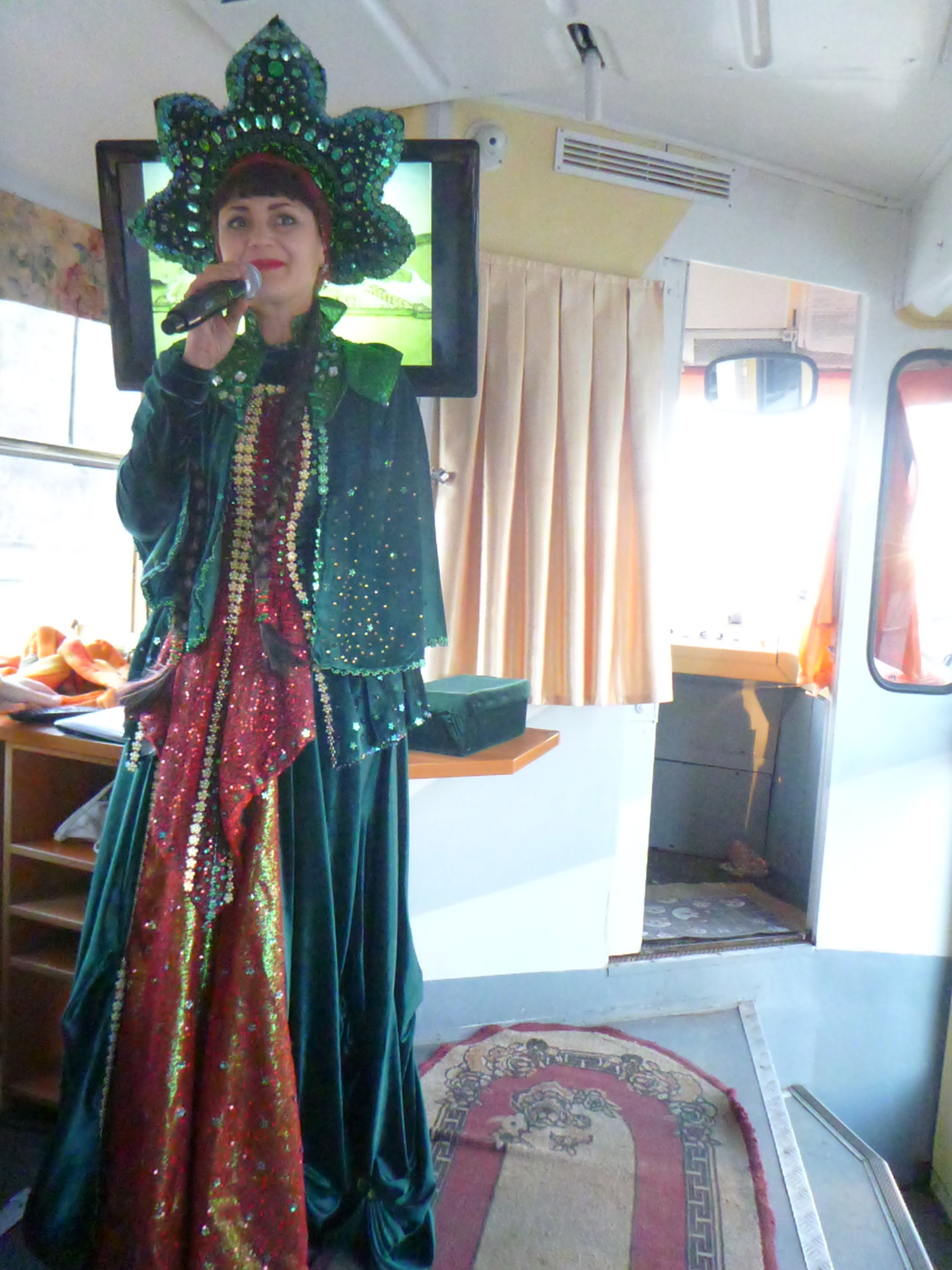
Экскурсовод в одежде Хозяйки Медной горы с малахитовой шкатулкой

## Интерпретации
Анализируя образ Хозяйки с точки зрения психоанализа, М. Н. Липовецкий приходит к выводу о сочетании в нём эроса и танатоса (с преобладанием последнего). Он также обращает внимание на эпизоды, связанные с сопротивлением власти и символической кастрацией. «Хозяйка Медной Горы становится зловещим двойником и антагонистом патриархальной Родины-Матери».
В сказе «Каменный цветок» (1936) с Хозяйкой Медной горы встречается мастер Данила, которому та помогает раскрыть свой талант. Р. Р. Гельгардт видит в его сюжете аналогию с новеллой Э. Т. А. Гофмана «Фалунские рудники» (1819).

## Экранизация образа
- «Каменный цветок» (1946) — художественный фильм. В роли Хозяйки — Тамара Макарова.
- «Каменный цветок» (1954) — балет С. С. Прокофьева.
- «Сказы уральских гор» (1968) — документально-художественный фильм о творчестве П. Бажова, созданный к 90-летию писателя. В роли Хозяйки — Наталья Климова.
- «Медной горы хозяйка» (1975), «Малахитовая шкатулка» (1976), «Каменный цветок» (1977) — кукольные мультфильмы режиссёра О. Николаевского. В роли Хозяйки — Светлана Тормахова («Медной горы хозяйка», голос), Татьяна Юшкова («Каменный цветок», только живая съёмка).
- «Степанова памятка» (1976) — фильм-сказка по мотивам сказов «Малахитовая шкатулка», «Каменный цветок», «Медной горы хозяйка», «Горный мастер», киностудии Ленфильм. В роли Хозяйки — Лариса Чекурова.
- «Горный мастер» (1978) — по мотивам сказов «Каменный цветок» и «Горный мастер», киностудии «Союзмультфильм».
- «Тайная сила» (2002) — художественный фильм по мотивам сказов П. Бажова. В роли Хозяйки — Татьяна Лютаева.
- «Книга мастеров» (2009) — семейное фэнтези, первый российский фильм Disney. В роли Каменной Княжны — Ирина Апексимова.
- «Чук и Гек. Большое приключение» (2022) — семейное фэнтези. В роли Хозяйки — Милена Софронова.